# Захир Пајазити
Захир Пајазити (алб. Zahir Pajaziti; Орлане, 1. новембар 1962 — Пестово, 31. јануар 1997) био је албански командант ОВК.

## Биографија
Након распада Југославије 1992. године, остао је на Косову и Метохији, док су у ратови трајали у Хрватској и Босни и Херцеговини. На Војној академији у Тирани похађао је војну обуку, док је 1995. године ухапшен доласком Салија Берише на власт. Заједно са Агимом Рамаданијем и Салијем Чекајем, организовао је војну обуку косовских Албанаца у два тајна кампа у Тропоји и Кукешу у власништву албанске војске.
Године 1997. придружио се ОВК. Он и његова група деловали су у Лабском пољу. Постао је командант ОВК за подручје Подујева, а његов заменик је био Хакиф Зејнулаху. Такође је био део главног штаба ОВК. Касније исте године погинуо је у пуцњави у Вучитрну са Војском Југославије (ВЈ).
Године 2008. председник Републике Косово Фатмир Сејдију прогласио га је херојем Републике Косово. Комеморација је обележена спомеником на Булевару Мајке Терезе у Приштини.